# نیکلاس کرونوال
نیکلاس کرونوال (انگلیسی: Niklas Kronwall؛ زادهٔ ۱۲ ژانویهٔ ۱۹۸۱) بازیکن هاکی روی یخ اهل سوئد است.
وی همچنین برندهٔ جوایزی همچون جام استنلی شده است.